# Carlos Del Toro

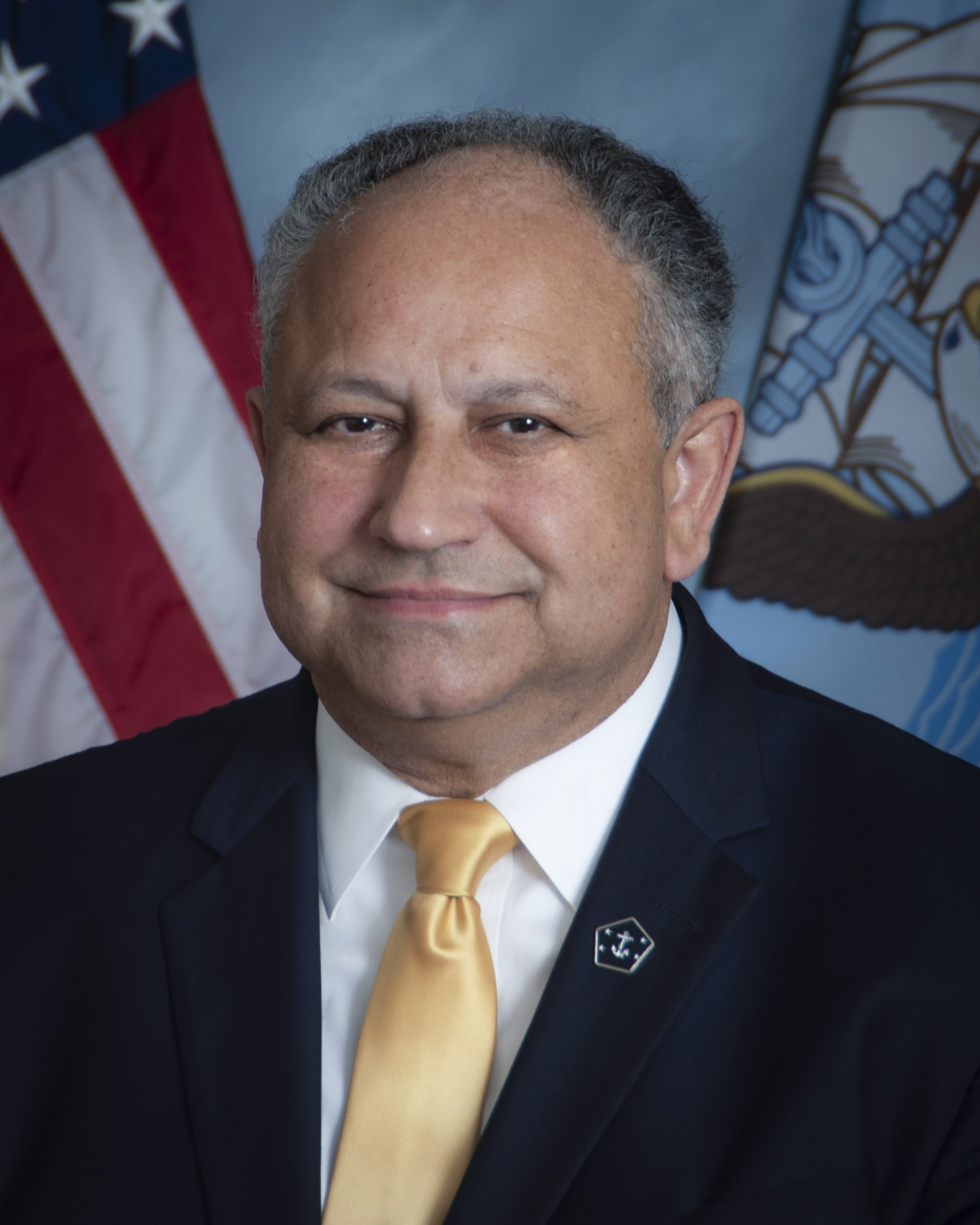
Carlos Del Toro

Carlos Del Toro (* 1961) ist ein kubanisch-amerikanischer ehemaliger Marineoffizier, der vom 9. August 2021 bis zum 20. Januar 2025 als United States Secretary of the Navy (Marinestaatssekretär) amtierte.

## Persönliches
Del Toro wurde 1961 in Havanna, Kuba geboren und wanderte ein Jahr später mit seiner Familie in die USA aus. Er schloss ein Bachelorstudium im Bereich Elektroingenieurswesen an der United States Naval Academy ab. Zudem schloss er später zwei weitere Studiengänge in den Bereichen Nationale Sicherheit und Politik ab.

## Karriere
Del Toro war 22 Jahre in der US-Marine tätig, zuletzt im Rang eines Commander. Als solcher war er in verschiedenen Positionen im amerikanischen Verteidigungsministerium tätig. Während seiner Dienstzeit war er ebenfalls der Kapitän der USS Bulkeley. Nach seiner Dienstzeit gründete er eine Ingenieursfirma, welche primär für die US-Regierung arbeitet.

## Secretary of the Navy
Die Nominierung von Del Toro zum Marinestaatssekretär wurde am 11. Juni 2021 von US-Präsident Joe Biden bekannt gegeben.
Während der Bestätigungsanhörung des Militärausschusses des US Senats wurde Del Toro von beiden Parteien nicht stark kritisiert. Gewisse Senatoren der Republikanischen Partei hatten jedoch Bedenken bei Del Toros Bestätigung im Bezug auf das Militärbudget. In Bezug auf das Militärbudget unterstützt Del Toro den Plan der US-Marine, bis 2030 355 Schiffe im aktiven Dienst zu haben. Er gab zudem bekannt, dass er sich für die Modernisierung der US-Marine einsetzen wird, um den Klimawandel zu bekämpfen.
Am 27. Juli 2021 bestätigte der Militärausschuss die Nominierung von Del Toro, welche am 7. August 2021 vom ganzen Senat per mündlicher Abstimmung angenommen wurde. Am 9. August 2021 trat er sein Amt offiziell an. Seine Amtszeit endete mit dem Ende der Regierung Biden am 20. Januar 2025.